# Grote Prijs Miguel Indurain 2023
De 32e editie van de wielerwedstrijd Grote Prijs Miguel Indurain werd gehouden op 1 april 2023. De start en finish waren in Estella.
De Spanjaard Jon Izagirre won deze race voor de tweede maal. In 2016 won hij voor het eerst. 
De race was onderdeel van de UCI ProSeries.

## Uitslag
| Plaats  | Naam                     | Ploeg               | tijd     |
| ------- | ------------------------ | ------------------- | -------- |
| Winnaar | Jon Izagirre             | Cofidis             | 5u09'05" |
| 2       | Sergio Higuita           | BORA-hansgrohe      | +2"      |
| 3       | Mattias Skjelmose Jensen | Trek-Segafredo      | +13"     |
| 4       | Andreas Kron             | Lotto-Dstny         | +20"     |
| 5       | Roger Adrià              | Equipo Kern Pharma  | z.t.     |
| 6       | Alex Aranburu            | Movistar Team       | +23"     |
| 7       | Corbin Strong            | Israel-Premier Tech | +25"     |
| 8       | Élie Gesbert             | Arkéa-Samsic        | z.t.     |
| 9       | Felix Gall               | AG2R-Citroën        | +32"     |
| 10      | Christian Scaroni        | Astana Qazaqstan    | z.t.     |

1999 · 2000 · 2001 · 2002 · 2003 · 2004 · 2005 · 2006 · 2007 · 2008 · 2009 · 2010 · 2011 · 2012 · 2013 · 2014 · 2015 · 2016 · 2017 · 2018 · 2019 · 2020 · 2021 · 2022 · 2023 · 2024
Ronde van San Juan ·
Ronde van Valencia ·
Clásica de Almería ·
Ronde van Oman ·
Ronde van de Algarve ·
Ruta del Sol ·
Faun Ardèche Classic ·
La Drôme Classic ·
Kuurne-Brussel-Kuurne ·
Trofeo Laigueglia ·
Milaan-Turijn ·
Nokere Koerse ·
GP Denain ·
Bredene Koksijde Classic ·
GP Industria & Artigianato-Larciano ·
Grote Prijs Miguel Indurain ·
Scheldeprijs ·
Brabantse Pijl ·
Ronde van de Alpen ·
Grote Prijs van Plumelec ·
Tro Bro Léon ·
Ronde van Hongarije ·
Vierdaagse van Duinkerke ·
Boucles de la Mayenne ·
Ronde van Noorwegen ·
Brussels Cycling Classic ·
Dwars door het Hageland ·
Ster ZLM Tour ·
Ronde van België ·
Ronde van Slovenië ·
Ronde van het Qinghaimeer ·
Ronde van Wallonië ·
Ronde van Burgos ·
Ronde van Denemarken ·
Arctic Race of Norway ·
Ronde van Duitsland ·
Maryland Cycling Classic ·
Ronde van Groot-Brittannië ·
Grote Prijs van Fourmies ·
Grote Prijs van Wallonië ·
Coppa Sabatini ·
Super 8 Classic ·
Ronde van het Taihu-meer ·
Ronde van Luxemburg ·
Circuit Franco-Belge ·
Ronde van Langkawi ·
Ronde van Emilia ·
Coppa Bernocchi ·
Ronde van de Drie Valleien ·
Ronde van het Münsterland ·
Ronde van Piemonte ·
Ronde van Hainan ·
Parijs-Tours ·
Ronde van Veneto ·
Japan Cup ·
Veneto Classic